# Белиджи (село)
Белиджи́ — село на юге Дербентского района Республики Дагестан.
Образует муниципальное образование «село Белиджи» со статусом сельского поселения, как единственный населённый пункт в его составе. Центр одноимённого сельсовета с 1921 года.

## География
Населённый пункт расположен чуть выше впадения реки Самур в Каспийское море, в 25 км к юго-востоку от города Дербент. К востоку от села начинается Самурский лес. 

## Население
| 1886  | 1895  | 1926  | 1939  | 1970  | 1989  | 2002  |
| ----- | ----- | ----- | ----- | ----- | ----- | ----- |
| 517   | ↗639  | ↘439  | ↗577  | ↗1630 | ↗2771 | ↗3434 |
| 2010  | 2012  | 2013  | 2014  | 2015  | 2016  | 2017  |
| ↗4282 | ↗4395 | ↗4453 | ↗4490 | ↗4552 | ↗4617 | ↗4654 |
| 2018  | 2019  | 2020  | 2021  | 2023  | 2024  | 2025  |
| ↗4693 | ↗4696 | ↗4716 | ↗4763 | ↘4735 | ↘4728 | ↘4713 |

По материалам всесоюзной переписи населения 1926 года по Дагестанской АССР, в населённом пункте Белиджи Белиджинского сельсовета Дербентского округа проживало: тюрков (азербайджанцев) — 339 человек (94 хозяйства), лезгин — 77 человек (24 хозяйства), русских — 8 человек (3 хозяйства), кумыков — 5 человек (1 хозяйство), персов — 5 человек (1 хозяйство) и горских евреев — 5 человек (1 хозяйство).
Национальный состав
По результатам Всероссийской переписи населения 2021 года:
| Народ         | Численность, чел. | Доля от всего населения, % |
| ------------- | ----------------- | -------------------------- |
| азербайджанцы | 1946              | 40,86 %                    |
| табасараны    | 1355              | 28,45 %                    |
| лезгины       | 1314              | 27,59 %                    |
| рутульцы      | 60                | 1,25 %                     |
| другие        | 88                | 1,85 %                     |
| всего         | 4763              | 100 %                      |

## Достопримечательности
- Круглые башни — Курт-Тепе (к северо-востоку от села),
- Гонодан-Тепе (к югу от села).